# Hydrelia vexata
Hydrelia vexata là một loài bướm đêm trong họ Geometridae.